# Tales of the World: Radiant Mythology
Tales of the World: Radiant Mythology (テイルズ オブ ザ ワールド レディアント マイソロジー Teiruzu Obu Za Waarudo Redianto Maisorojii?) es un juego de rol de acción japonés desarrollado por Alfa System y publicado por Bandai Namco Games. Es parte de la serie de videojuegos Tales of, más específicamente es parte de la serie derivada Tales of the World, que en gran medida hace hincapié en el crossover de personajes de juegos anteriores de la serie. El juego fue lanzado en diciembre de 2006 en Asia (Japón y Corea), julio de 2007 en América del Norte, y septiembre de 2007 en Australia y Europa. El juego tuvo dos secuelas, Radiant Mythology 2 y Radiant Mythology 3, aunque ninguna fue lanzada fuera de Japón, dejando esta entrada como la única de la serie Tales of the World en ser traducida al inglés.

## Jugabilidad
La jugabilidad se parece en muchas maneras al de un videojuego de rol multijugador masivo en línea de mazmorras, pero sin el componente en línea. A diferencia de los juegos en la serie principal de Tales of, el jugador crea al personaje principal, al que puede personalizar tanto en estadísticas como en aspecto físico. El jugador tiene que aceptar misiones en el Gremio local (de cinco misiones disponibles solo puede aceptar y realizar una a la vez). Las misiones incluyen derrotar ciertos tipos de monstruos, extraer o cosechar materiales, o elaborar ciertos objetos. Al terminar una misión, el jugador es premiado con dinero y puntos de "Fama". El dinero es usado para mejorar armas y equipamiento, haciendo a los jugadores más poderosos; mientras que la "Fama" es usada para progresar en la historia del juego. Además, cuanta más "Fama" tenga el jugador, más personajes estarán disponibles para ser reclutados, algunos de los cuales son de juegos anteriores de la serie Tales of, concretamente Tales of Phantasia, Tales of Destiny, Tales of Eternia, Tales of Symphonia, Tales of Legendia, Tales of Rebirth y Tales of the Abyss.
Además de crear al personaje principal, el jugador es capaz de personalizar continuamente tanto las estadísticas como el aspecto físico con el equipamiento recogido durante el juego. Además, un sistema de creación de objetos también está presente en el juego, permitiendo que el jugador pueda personalizar su equipamiento combinando varios objetos en uno, para crear uno nuevo.
A completar el juego al menos una vez, dos niveles de dificultad adicionales son desbloqueados, "Difícil" y "Muy Difícil" que se suman el nivel original por defecto "Normal". Los jugadores entonces pueden reiniciar el juego con todos sus niveles, dinero de juego y objetos (excepto los objetos de misión) intactos, y pueden cambiar entre los niveles de dificultad en cualquier punto durante la nueva partida, mientras estén fuera de las mazmorras.
Los personajes también aprenderán Artes subiendo de nivel, los cuales pueden ser encadenados (básicos a maestros y maestros a arcanos) y al dominar estas Artes desbloquear las Artes Místicas/Hi-Ougi de la clase concreta, las cuales pueden producir un gran daño.
El jugador también obtendrá piezas de Mapa Mágico de monstruos aleatorios durante el curso del juego.  Los Mapas Mágicos abrirán una versión "Ex" de una mazmorra concreta que contiene elementos raros y básicamente enemigos más fuertes.  Además, algunas misiones provocan eventos para la "Misión Radiante" qué si se completa le otorga al jugador equipamiento muy poderoso para su clase concreta.

### Oficios
- Guerrero — Clase inicial. Sobresale en ataques cuerpo a cuerpo, y puede equiparse con hachas potentes así como con espadas.
- Ladrón — Clase inicial. Un profesional en ataques rápidos y robo, como Rutee Katrea.
- Sacerdote — Clase inicial. Un curador que usa magia de luz y de curación.
- Mago — Clase inicial. Un mago que usa magia ofensiva para atacar enemigos, como Genis Salvia o Arche Klein.
- Espadachín — Clase de élite. Utiliza artes basadas en espadas, usadas por muchos otros personajes de "Tales of", como Cress Albane, o Luke fon Fabre.
- Luchador — Clase de élite. Su arma más poderosa es su cuerpo. Como Senel Coolidge o Farah,  atacan con sus brazos y piernas en lugar de con armas.
- Ninja — Clase de élite. Asesino que se especializa en ataques sigilosos. Similar a Suzu Fujibayashi.
- Caballero mago — Clase de élite. Un guerrero que domina Artes físicas y mágicas. Similar a Zelos Wilder, Kratos Aurion, Norma Beatty o Will Raynard.
- Obispo — Clase de élite. Un mago de élite que domina la magia ofensiva y de curación. Similar a Mint Adenade o Raine Sage.
- Cazador — Clase de élite. Francotirador que dispara a los enemigos con el arco. Similar a Chester Barklight.

No jugable
- Lancero - Clase de élite. Solo Eugene pertenece a esta clase.

### Sistema de batalla
El juego utiliza el Flex Range Linear Motion Battle System versión 3D encontrado en la serie Tales of. Este sistema deja que el personaje del jugador se pueda mover libremente a través del mapa.

## Historia

### Sinopsis
El mundo de Terresia esta bajo amenaza por parte de un "Devorador", el cual busca consumir el maná de dicho mundo y dejarlo estéril. A pesar de que los residentes del planeta no lo saben, esto es en realidad el resultado de las acciones de dos entidades llamadas Widdershin y Aurora, los Descendientes de otros mundos. Como último recurso, el árbol que da vida (el Árbol del Mundo) utiliza el último de su poder de crear un defensor - el personaje creado por el jugador. El héroe es despertado por una criatura extraña llamada Mormo cuyo mundo fue destruido por la misma amenaza. Mormo le cuenta al héroe sobre el peligro que corre el Árbol del Mundo de Terresia. Al oír un grito, el héroe y Mormo se dirigen al sitio de donde provenía el grito para descubrir que una chica está siendo atacada por un soldado. Después de rescatar a la chica, ella se presenta como Kanonno y aparece Chester Burklight. Ambos son miembros de una organización llamada Ad Libitum. Este gremio busca ayudar a las personas del mundo, luchando contra la injusticia y la opresión. Sin nada mejor que hacer, el jugador y Mormo parten hacia Alily donde se unirán a Ad Libitum, esperando averiguar más sobre la ubicación del Devorador.
Como siempre, los spin-offs de "Tales of the World" añaden personajes de entradas de la serie principal de "Tales of". Dichos personajes actúan como NPCs que asistirán al jugador durante el juego para evitar que el villano destruya al mundo.

### Personajes
Originales
- Kanonno — Una chica que sufre amnesia, más tarde se revela que es un Descendiente del mundo de Pasca. Es doblada por Haruka Kudo en la versión japonesa.
- Mormo — Un Descendiente del mundo de Yaoon, quién acompaña al Descendiente de Terresia en una misión para destruir a Gilgulim. Es doblado por Daisuke Sakaguchi en la versión japonesa y por Steve Staley en la versión de EE.UU..
- Ganser — El gobernante de Ailily, la ciudad que se encuentra adyacente al Árbol del Mundo. Su actitud opresiva hacia los ciudadanos de Ailily provocó que Ad Libitum conspirara contra él, y finalmente, lo derrotara. Antes de enfrentarlo en el Orphic Maze se revela que trabajó con Widdershin. Es doblado por Naoki Tatsuta en la versión japonesa.
- Aurora — Un Descendiente extranjero que trabajó con Widdershin. Es doblado por Yuko Nagashima en la versión japonesa.
- Widdershin — El Descendiente del mundo de Gilgulim, que planea devorar todos los mundos y fusionarlos en uno, es un ser inmortal, y el antagonista principal de la historia. Es doblado por Cubo Shimada en la versión japonesa y por Patrick Seitz en la versión de EE.UU..

Personajes Jugables
| Personaje         | Juego              | Plataforma inicial |
| ----------------- | ------------------ | ------------------ |
| Chester Burklight | Tales of Phantasia | Super Nintendo     |
| Arche Klein       | Tales of Phantasia | Super Nintendo     |
| Stahn Alerón      | Tales of Destiny   | PlayStation        |
| Rutee Katrea      | Tales of Destiny   | PlayStation        |
| Leon Magnus       | Tales of Destiny   | PlayStation        |
| Reid Hershel      | Tales of Eternia   | PlayStation        |
| Lloyd Irving      | Tales of Symphonia | Nintendo GameCube  |
| Raine Sage        | Tales of Symphonia | Nintendo GameCube  |
| Kratos Aurion     | Tales of Symphonia | Nintendo GameCube  |
| Genis Sage        | Tales of Symphonia | Nintendo GameCube  |
| Eugene Gallardo   | Tales of Rebirth   | PlayStation 2      |
| Senel Coolidge    | Tales of Legendia  | PlayStation 2      |
| Luke fon Fabre    | Tales of the Abyss | PlayStation 2      |
| Tear Grants       | Tales of the Abyss | PlayStation 2      |

## Desarrollo
Tales of the World: Radiant Mythology es el primer y único juego de la serie derivada Tales of the World que fue lanzada en inglés.
La mayoría de los lanzamientos japoneses de juegos de "Tales of" contienen un subtítulo adicional referido como "nombre de género característico"; el subtítulo de Tales of the World: Radiant Mythology es An RPG For Your Sake (きみのためのRPG Kimi no tame no RPG?). La canción principal del juego es Kamihikōki (Avión de papel) por Kana Uemura, y la canción de apertura es Hikari to Kage (Luz y Oscuridad), también de Uemura. La versión de EE.UU. del juego utiliza la misma canción de apertura, pero sin letras.

## Recepción
El juego ha tenido una recepción mixta de acuerdo con Metacritic. En Japón, Famitsu le otorgó 30 de 40 puntos.
GameSpot le otorgó al juego un 6 de 10, declarando que "... Radiant Mythology era el equivalente a fan-ficción en versión videojuego: personajes familiares en una historia mediocre puestos allí para provocar risas a los aficionados. Todo lo demás es solo el embrollo estándar de un RPG." IGN le otorgó a "Tales of the World: Radiant Mythology" una puntuación de 7.5 de 10, comentando que "Con gráficos coloridos, una banda sonora decente (muchos de las canciones son sencillas pero pegajosas), 300 misiones e incontables horas de juego, es difícil decir demasiadas cosas negativas acerca de Radiant Mythology."